# Tomorrow We Die Alive

Tomorrow We Die Alive (typographié Tomorrow We Die ∆live par l'éditeur) est le troisième album studio du groupe de deathcore progressif américain Born of Osiris. Il a été enregistré au Bota Studio à Chicago dans l’Illinois, et est sorti le 20 août 2013.

## Liste des titres
1. Machine - 4:24
2. Divergency - 3:58
3. Mindful - 3:33
4. Exhilarate - 3:34
5. Absolution - 4:06
6. The Origin - 3:45
7. Aeon III - 3:56
8. Imaginary Condition - 3:13
9. Illusionist - 3:59
10. Source Field - 3:48
11. Vengeance - 4:10